# 因幡國
因幡國（日语：〔〕／ Inabanokuni */?），日本古代的令制國之一，屬山陰道，又稱因州。因幡國的領域大約為現在鳥取縣的東部。

## 郡
- 巨濃郡
- 法美郡
- 八上郡
- 八東郡
- 智頭郡
- 邑美郡
- 高草郡
- 氣多郡

## 相關項目
- 日本令制國列表
- 因幡之白兔